# Aldo Serena
Aldo Serena (Montebelluna, 25 de junio de 1960) es un exfutbolista y comentarista deportivo italiano. Jugaba de delantero, estuvo activo entre 1977 y 1993, y disputó dos Copas del Mundo.
Es, junto con Christian Vieri, el único futbolista que disputó los derbis de Milán y Turín en los cuatro clubes. Además, es uno de los cinco jugadores que ganaron la Serie A italiana con tres equipos.

## Biografía
Aldo Serena nació el 25 de junio de 1960 en Montebelluna (provincia de Treviso). Es hijo de un encargado de una fábrica de calzado donde Serena, desde los once hasta los dieciocho años, trabajó de ayudante. Su padre también jugaba al fútbol como delantero centro, pero dejó de hacerlo debido a un disparo en la pierna que recibió mientras estaba de cacería.
Está casado con Cristina Gatti, a quien conoció a los cuarenta años, y tiene dos hijos, Giorgio y Giulio.

## Trayectoria

### Futbolista

#### Clubes
En sus primeros años, Serena jugó baloncesto y fútbol, en este último como centrocampista defensivo. Comenzó su carrera en el Calcio Montebelluna, donde en su primera temporada de Serie D, la del año 1977-78, anotó nueve goles. Tras una ola de lesionados en el equipo lo ubicaron de delantero centro, posición en la que se mantuvo debido a sus buenos registros. Su principal característica era su contundente remate de cabeza y, dentro del área, era capaz de asociarse con sus compañeros o de finalizar la jugada. Al siguiente año fue transferido al Inter de Milán por 160 000 000 de liras italianas, debutó en la Serie A el 19 de noviembre de 1978 en una victoria por 4-0 sobre la Lazio, y en el primer equipo jugó dos partidos y marcó un gol. En la temporada 1979-80 ganó la Serie B con el Como, en un torneo en el que disputó dieciocho partidos y anotó dos goles: al Pistoiese en un empate a uno y al Brescia en un triunfo por la mínima diferencia. En su paso por este club, aprendió del entrenador Giuseppe Marchioro a «moverse dentro del campo, a interpretar el juego».
| En mi carrera pasé por distintos equipos, distintas ciudades, distintos mundos. Quizás porque soy curioso por naturaleza. Los de Montebelluna no vemos la hora de viajar por el mundo, conocer ciudades y personas nuevas. —Serena, ya retirado, explicando qué lo llevó a jugar en tantos clubes. |

En la temporada 1980-82 se marchó cedido al Bari, donde jugó su primer partido el 24 de agosto de 1980 en una derrota por 2-1 ante el Torino por Copa Italia, en la que marcó un tanto. Su debut goleador en liga se produjo el 19 de octubre en la sexta fecha, en una victoria por 2-0 frente al S. P. A. L. donde además marcó otro tanto. En esa temporada, disputó 35 encuentros y convirtió doce goles. En la siguiente campaña regresó al Inter, ganó la copa nacional y jugó treinta partidos y marcó cinco tantos en todas las competiciones.
En la temporada 1982-83 lo transfirieron a préstamo al A. C. Milan, donde ganó la Serie B, en la que marcó ocho goles, y llegó a los cuartos de final de la Copa Italia, donde anotó seis tantos. En total, disputó veintinueve partidos en ambas competiciones. En la siguiente temporada se produjo su vuelta al Inter de Milán, donde disputó 37 encuentros y convirtió diez goles, dos de ellos al Groningen en segunda ronda de Copa de la UEFA, en la que su club llegó hasta octavos de final.
A mediados de 1984 se marchó al Torino, donde el 18 de noviembre marcó el gol de la victoria en el derbi de Turín, mediante un remate de cabeza en el minuto 89. Allí, jugó solamente durante un año y obtuvo el subcampeonato en la Serie A, en la que disputó veintinueve encuentros y anotó nueve tantos, a lo que se sumaron seis partidos de copa nacional. En la siguiente temporada fichó por el máximo rival del club, la Juventus, y a partir de ese momento los aficionados del Torino se mostraron muy hostiles con él. Serena se convirtió, entonces, en el primer futbolista que jugó en los dos principales clubes de Milán y Turín. En la Juventus pasó dos temporadas, en la primera ganó la liga y en la siguiente obtuvo el subcampeonato, y también fue campeón de la Copa Intercontinental. En esta última, su equipo empató con Argentinos Juniors y se impuso en tanda de penales, donde el delantero marcó. Jugó 71 partidos y anotó 35 goles.
En octubre de 1987 regresó al Inter de Milán, que pagó tres mil millones de liras por recuperar su pase, y firmó por tres años. En la temporada 1988-89 se proclamó campeón de la Serie A, la última de Giovanni Trapattoni, donde el club hizo un récord de 58 puntos y Serena fue capocannoniere, con veintidós goles. El 30 de noviembre de 1989, el Inter jugó la Supercopa italiana contra la Sampdoria y el futbolista anotó uno de los goles del triunfo. Allí convirtió, además, su primer hat-trick, algo que hizo el 21 de octubre de 1990 en un triunfo por 6-3 frente al Pisa. En esta, su cuarta y última etapa, disputó 153 encuentros y marcó 62 tantos. En 1991, tras quedar libre, desarrolló «ansias de venganza» hacia su antiguo club y firmó con el A. C. Milan. Tuvo problemas de lesiones, ganó tres títulos nacionales y se retiró en 1993. Jugó solamente diecisiete partidos y no hizo goles.

#### Selección nacional
Tras participar en los Juegos Olímpicos de Los Ángeles, Serena realizó su debut con la selección italiana absoluta el 8 de diciembre de 1984, en un encuentro amistoso frente a Polonia cuyo resultado fue 2-0 a su favor. El 5 de febrero de 1986, marcó su primer gol internacional en una derrota por 2-1 contra Alemania Federal en un amistoso. Ese año, integró la lista de veintidós futbolistas de su país que disputaron la Copa Mundial de Fútbol de 1986 en México, donde no tuvo minutos. También, jugó un partido de clasificación para la Eurocopa 1988 ante Suiza, aunque no lo convocaron a la fase final. Entre 1988 y 1989, participó en ocho encuentros amistosos y le anotó un tanto a la selección de Argelia en un triunfo por 1-0.
Su siguiente presencia en un torneo internacional fue en la Copa Mundial de Fútbol de 1990 de Italia, donde debutó en el partido de octavos de final y, en su trigésimo cumpleaños, le marcó «el mejor gol de su carrera» a Uruguay. Disputó los cuartos de final ante Irlanda y la semifinal frente a Argentina. En este último encuentro, ingresó en el minuto 70 en lugar de Gianluca Vialli y, tras igualar a un gol en 120 minutos, fue uno de los lanzadores en la tanda de penales. Sergio Goycochea atajó dos disparos, entre ellos el de Serena, y los argentinos accedieron a la final. Tiempo más tarde, el delantero dijo que estaba extremadamente nervioso y que pateó solamente porque no había más lanzadores. Los italianos obtuvieron el tercer puesto. Después de la eliminación, jugó tres partidos por la clasificación para la Eurocopa 1992 y en su última presentación con la selección, el 22 de diciembre de 1990, le marcó dos goles a Chipre. En total, disputó veinticuatro partidos y anotó cinco tantos.

#### Participaciones en Copas del Mundo
| Mundial                        | Sede   | Resultado        |
| ------------------------------ | ------ | ---------------- |
| Copa Mundial de Fútbol de 1986 | México | Octavos de final |
| Copa Mundial de Fútbol de 1990 | Italia | Tercer puesto    |

### Comentarista
Serena trabaja como comentarista deportivo para Mediaset. El primer partido que transmitió tuvo lugar en agosto de 1994 y enfrentó a la Lazio y al Ajax de Ámsterdam.

## Estadísticas

### Clubes
| Club                 | País   | Año       | Partidos | Goles |
| -------------------- | ------ | --------- | -------- | ----- |
| Montebelluna         | Italia | 1977-1978 | 29       | 9     |
| F. C. Internazionale | Italia | 1978-1979 | 2        | 1     |
| Como                 | Italia | 1979-1980 | 18       | 2     |
| Bari                 | Italia | 1980-1981 | 35       | 12    |
| F. C. Internazionale | Italia | 1981-1982 | 30       | 5     |
| A. C. Milan          | Italia | 1982-1983 | 28       | 8     |
| F. C. Internazionale | Italia | 1983-1984 | 37       | 10    |
| Torino               | Italia | 1984-1985 | 35       | 9     |
| Juventus F. C.       | Italia | 1985-1987 | 71       | 35    |
| F. C. Internazionale | Italia | 1987-1991 | 153      | 62    |
| A. C. Milan          | Italia | 1991-1993 | 17       | 0     |
| Total                | Total  | Total     | 455      | 153   |

### Selección
| Italia |       |    |   |   |   |   |   |    |   |
| 1984 | 1     | 0  | — | — | — | — | 1 | 0  |   |
| 1985 | 2     | 0  | — | — | — | — | 2 | 0  |   |
| 1986 | 2     | 1  | 1 | 0 | 0 | 0 | 3 | 1  |   |
| 1987 | 2     | 0  | — | — | — | — | 2 | 0  |   |
| 1988 | 1     | 0  | — | — | — | — | 1 | 0  |   |
| 1989 | 7     | 1  | — | — | — | — | 7 | 1  |   |
| 1990 | 2     | 0  | 3 | 2 | 3 | 1 | 8 | 3  |   |
| Total | Total | 17 | 2 | 4 | 2 | 3 | 1 | 24 | 5 |
| (1) Incluye los partidos de clasificación para la Eurocopa (1988 y 1992). (2) Incluye los partidos de la Copa Mundial de Fútbol (1990). |       |    |   |   |   |   |   |    |   |

## Palmarés

### Campeonatos nacionales
| Título              | Club                 | País   | Año     |
| ------------------- | -------------------- | ------ | ------- |
| Serie B             | Como                 | Italia | 1979-80 |
| Copa Italia         | F. C. Internazionale | Italia | 1981-82 |
| Serie B             | A. C. Milan          | Italia | 1982-83 |
| Serie A             | Juventus F. C.       | Italia | 1985-86 |
| Serie A             | F. C. Internazionale | Italia | 1988-89 |
| Supercopa de Italia | F. C. Internazionale | Italia | 1989    |
| Serie A             | A. C. Milan          | Italia | 1991-92 |
| Supercopa de Italia | A. C. Milan          | Italia | 1992    |
| Serie A             | A. C. Milan          | Italia | 1992-93 |

### Campeonatos internacionales
| Título                | Club                 | País   | Año     |
| --------------------- | -------------------- | ------ | ------- |
| Copa Intercontinental | Juventus F. C.       | Italia | 1985    |
| Copa de la UEFA       | F. C. Internazionale | Italia | 1990-91 |

### Distinciones individuales
| Distinción                 | Año     |
| -------------------------- | ------- |
| Capocannoniere (22 goles). | 1988-89 |

## Condecoraciones
| Condecoración                                             | Año  |
| --------------------------------------------------------- | ---- |
| Caballero de la Orden al Mérito de la República Italiana. | 1991 |